# Barunga
Barunga – miejscowość wspólnoty aborygeńskiej, położona przy drodze Central Arnhem Road, na obszarze Terytorium Północnego w Australii. W miejscowości odbywa się coroczny festiwal kulturalno-sportowy.